# 東近江市立八日市北小学校
東近江市立八日市北小学校（ひがしおうみしりつ ようかいちきたしょうがっこう）は、滋賀県東近江市建部日吉町に位置する公立小学校。

## 沿革
- 1958年（昭和33年）9月30日 - 八日市市学校統合計画により、設立を認可。創立記念日。
- 1960年（昭和35年） - 八日市市立八日市小学校より、八日市市立八日市北小学校として分離新設。
- 1964年（昭和39年）10月1日 - 新校舎完成により移転。
- 1965年（昭和40年） - 校歌制定。
- 2005年（平成17年）2月 - 八日市市をはじめとする1市4町が新設合併し東近江市発足により、現校名である東近江市立八日市北小学校に校名変更。
- 2006年（平成18年）1月 - 東近江市に能登川町・蒲生町を編入。

## 主な進学先
- 東近江市立聖徳中学校

## 交通
- 近江鉄道本線・八日市線 - 八日市駅より徒歩約12分

## 著名な出身者
- 小椋正清（東近江市長）
- 國領一平（サッカー選手）